# Eunômia
Eunômia (Εὐνομία), na mitologia grega, era uma das horas, filhas de Zeus e de Têmis, deusas guardiãs da ordem natural, do ciclo anual de crescimento da vegetação e das estações climáticas anuais.
Era a personificação da lei e oposto de Disnomia, espírito que personificava a desordem cívica e a ilegalidade. Sua equivalente romana era Disciplina.